# 더블캡
더블캡은 싱글캡과 함께 화물차의 캡에 한 종류로서 싱글캡보다 사람을 더 태울 수가 있다는 장점이 있다. 더블캡은 주로 1톤 화물차를 위주로 만들지만 3.5톤 화물차인 현대 마이티나 기아 타이탄 등을 더블캡으로 만들기도 한다.

## 특징
더블캡은 싱글캡과 함께 화물차의 캡에 한 종류로서 싱글캡보다 사람을 더 태울 수가 있다는 장점이 있다. 하자만 짐칸이 더 좁아져서 화물의 양을 싣는 것은 일반적인 싱글캡의 화물차보다 짐을 싣는 데는 제한이 더 많다는 단점도 있다. 더블캡은 싱글캡보다 사람을 더 태울 수가 있다는 장점이 있기 때문에 농촌이나 어촌같은 시골에서 사용하는 경우가 많고 그밖에 관공서에서도 사용이 된다. 소방차로 만들기도 하는데 소방차로는 화재진압에 탁월한 펌프카나 구조하는데 필요한 장비를 망라하며 구조하는데 필요한 모든 인원을 태우고 다니는데 필요한 구조공작차를 만들 때에 더블캡의 방식이 사용된다. 중, 대형트럭의 더블캡은 자동차 제조사가 직접 만들지 않고 특장차 제작업체에서 개조해 만든다.

## 같이 보기
- 화물차
- 싱글캡